# ReBoot (jeu vidéo)
Pour les articles homonymes, voir Reboot.
ReBoot est un jeu vidéo d'action développé par EA Canada et édité par Electronic Arts, sorti en 1998 sur PlayStation.

## Accueil
- GameSpot : 4,1/10[1]